# Banga (Aklan)

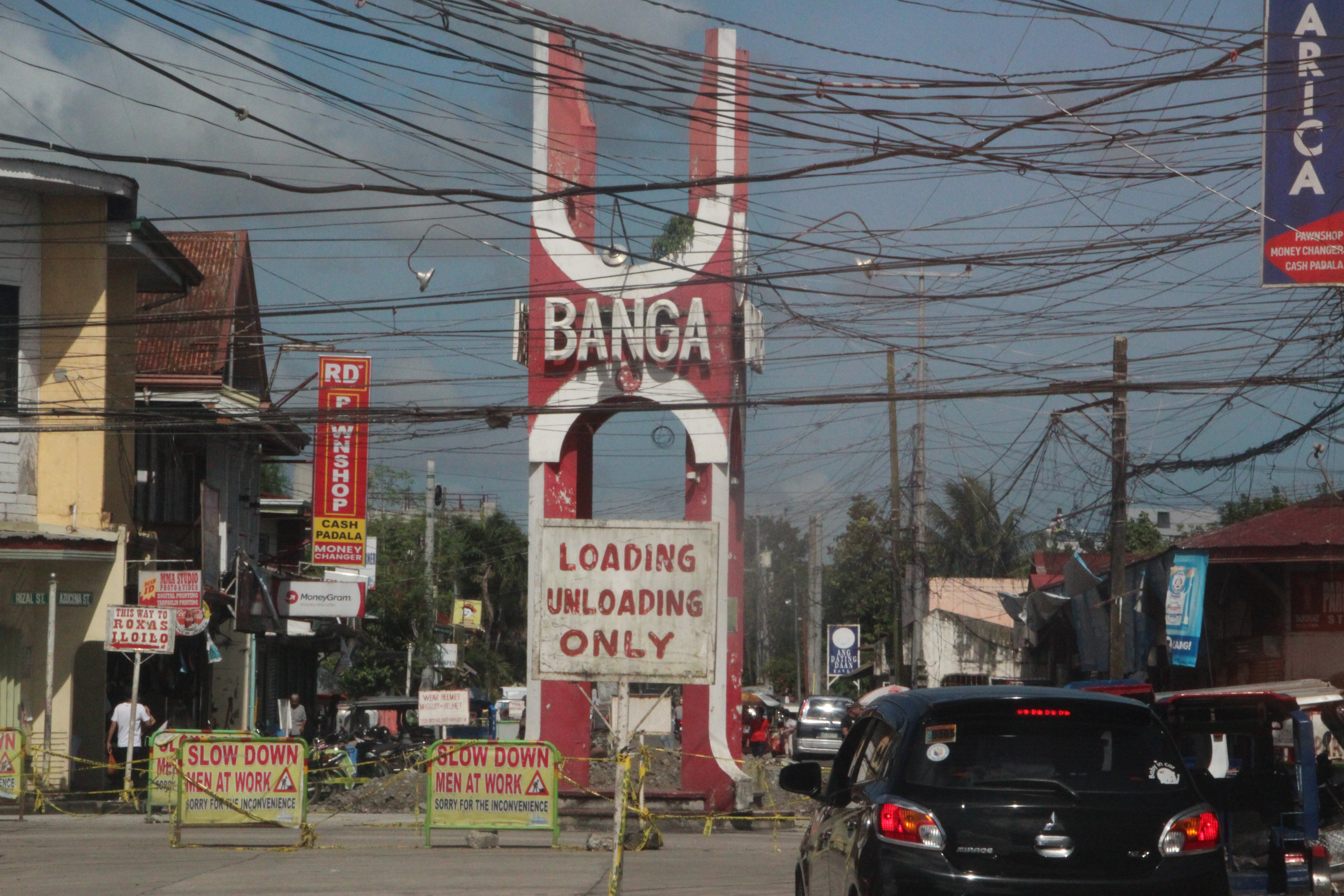
De rotonde in Banga

Banga is een gemeente in de Filipijnse provincie Aklan in het noordwesten van het eiland Panay. Bij de laatste census in 2007 had de gemeente ruim 34 duizend inwoners.

## Geografie

### Bestuurlijke indeling
Banga is onderverdeeld in de volgende 30 barangays:
| - Agbanawan - Bacan - Badiangan - Cerrudo - Cupang - Daguitan - Daja Norte - Daja Sur - Dingle - Jumarap - Lapnag - Libas - Linabuan Sur - Mambog - Mangan | - Muguing - Pagsanghan - Palale - Poblacion - Polo - Polocate - San Isidro - Sibalew - Sigcay - Taba-ao - Tabayon - Tinapuay - Torralba - Ugsod - Venturanza |

## Demografie
Banga had bij de census van 2007 een inwoneraantal van 34.276 mensen. Dit zijn 2.148 mensen (6,7%) meer dan bij de vorige census van 2000. De gemiddelde jaarlijkse groei komt daarmee uit op 0,90%, hetgeen lager is dan het landelijk jaarlijks gemiddelde over deze periode (2,04%).